# 480

480(사백팔십)은 479보다 크고 481보다 작은 자연수다.

## 수학
- 합성수로, 그 약수는 총 24개다. (1, 2, 3, 4, 5, 6, 8, 10, 12, 15, 16, 20, 24, 30, 32, 40, 48, 60, 80, 96, 120, 160, 240, 480)
  - 480의 진약수의 합은 1032이므로, 480은 과잉수다.
- {\displaystyle 480=6\times 8\times 10}
  - 연속하는 세 짝수의 곱으로 나타낼 수 있으며, 이 성질을 지닌 앞의 수는 192, 다음 수는 960이다.
- {\displaystyle 480=4^{2}+8^{2}+20^{2}}
  - 서로 다른 세 자연수의 제곱합으로 나타낼 수 있는 수다.
- {\displaystyle 480=4^{2}+8^{2}+12^{2}+16^{2}}
  - 공차가 4인 네 자연수의 제곱합으로 나타낼 수 있는 수다. 이 성질을 지닌 앞의 수는 404, 다음 수는 564다.
  - 연속하는 4개의 {\displaystyle 4n}({\displaystyle n}은 자연수)의 제곱합으로 나타낼 수 있는 가장 작은 수다. 이 성질을 지닌 다음 수는 864다.
- {\displaystyle 31^{2}-1}은 480으로 나누어떨어진다.
- 정480각형은 작도할 수 있다.

## 과학·기술
- NGC 480(영어판): 고래자리 방향에 있는 나선은하.
- 비디오 그래픽스 어레이(VGA) 규격의 세로 방향 화소수는 480픽셀이다.
  - 480p: 비디오 디스플레이 해상도의 하나.

## 교통
- 고속도로 및 국도
  - 아우토반 480호선(영어판, 독일어판): 독일의 고속도로.
  - 오토루트 480호선(프랑스어판): 프랑스의 고속도로.
  - 일본 480번 국도(일본어판): 오사카부 이즈미오쓰시에서 와카야마현 아리다시까지 이어지는 일본의 국도.
- 기타 도로
  - 현도 제480호선

## 군사
- U-480(영어판, 독일어판): 제2차 세계 대전에 사용된 나치 독일의 군용 잠수함.

## 문화유산
- 대한민국의 보물 제480호: 합천 영암사지 삼층석탑
- 대한민국의 사적 제480호: 남한산성 행궁

## 방송
- 스카이라이프의 EBS 플러스 1 채널 번호.

## 기타
- 연도: 480년, 기원전 480년
- 480년대
- 한국십진분류법에서 식물학에 관한 책들이 분류되는 번호.